# 富澤タク
富澤 タク（とみざわ タク、1964年10月17日 - ）とは、福島県いわき市出身のギタリスト、シンガーソングライター、作曲家、音楽プロデューサー、DJ、画家である。 血液型・AB型。

## 人物
武蔵野美術大学卒業。 在学中には、先輩のリリー・フランキー率いる「リリQ」というバンドと競演し落語研究会にも参加していた。
TOKIOが歌うTBSドラマ『マンハッタンラブストーリー』の主題歌『ラブラブ･マンハッタン』の作曲・編曲を担当。ドラマ内のバンド「少年レントゲン」のギタリスト役で出演も果たした。
2002年からグループ魂にギタリスト・音楽プロデューサーとして参加。
2006年にはリリー・フランキーのバンドTOKYO MOOD PUNKSに参加。
2009年には自身のバンドNumber the.の1stアルバム『1st』をリリース。
2011年からは、だっぺズとナンバーザ（箭内道彦とのユニット）という形で、東日本大震災チャリティーシングル『予定』をリリース、その後は各地域の音楽家とのコラボレーション企画として展開中。
2012年にはNumber the.の2ndアルバム『ナイトソングス』をリリース。
2013年にはチャリティーCD『予定〜○○に帰ったら〜』をリリース。ソロ名義でARABAKI ROCK FEST.出演、風とロック沖縄 LIVE福島 CARAVAN日本、全公演出演。マツダプロ野球オールスター前夜祭「風とフクミライ」出演 。
2014年には資生堂「ザ・コラーゲン ジェルスパークリング」のCMに出演。
2016年、『KIRIN のどごし生』のCMソングに作曲、音楽プロデュース、ギターで参加。同楽曲にはボーカル／増子直純（怒髪天）、ベース／大久保 剛（音速ライン）、ドラム／高橋まことが参加。2017年には”のどごしBROS.（のどごしブラザーズ）”としてキリンカップ等のイベントに出演。2018年からは、勝手にしやがれのホーンメンバーを迎えての新バージョンが放送されている。
2016年4月、初のソロ名義シングル『いずれ』をデジタル配信。翌2017年にかけて、東日本大震災以降に製作した作品を集めた個展を各地で開催。
2017年はNumber the.名義で『MOON BEAM』『ブラッシュ!』とソロ名義で『そのさき』『今夜抄』をリリース、デジタル配信をスタート。7月、フジロックフェスティバル2017にグループ魂、Number the.、ソロの3名義で出演。9月、ソロ名義初となるアルバム『波とギター』をリリース。全国各地でリリースツアーを開催。
2018年3月、シングル『誰のために桜は咲く』デジタル配信がスタート。歌詞は箭内道彦との共作、アートワークも箭内道彦が担当。

## 参加バンド（サポートも含む）
- JOHNNY GUITAR：元BOØWYの深沢和明（sax）らと共に参加。
- COR-SEZ：三宅裕司のいかすバンド天国に出場、人気を博す。
- Number the.
- FUSE：サポートとして参加。
- 沖野俊太郎：サポートとして参加。
- 斉藤和義：サポートとして参加。
- the Infections
- グループ魂：「遅刻」というアーティスト名を名乗っている
- TOKYO MOOD PUNKS：リリー・フランキー率いるロックバンド
- DOES：2012年、RUDE GALLERYのイベントにてギタリストとして参加。
- TOHOKU ROCK'N BAND：2013年、東北六県出身アーティストにより結成。バンマス、サウンドプロデューサーとして参加。東北六魂祭（福島）にてイメージソング「東北ROCK'N音頭」（作詞：奈良美智、因幡晃、あんべ光俊、荒井良二、宮藤官九郎、箭内道彦、作曲：富澤タク）を披露。2014年には青森出身のHISASHIを加えて、東北六魂祭（山形）へ出演、正式に音源をリリース。C/W曲には『予定〜東北に帰ったら〜』を収録。
- 畠山美由紀

## 参加作品
参加楽曲
- 2002年
  - 『BOUND』The Infections（作詞、作曲、ギター）
  - 『RUN魂RUN』グループ魂（作曲、編曲、サウンドプロデュース）
- 2004年
  - 『荒ぶる日本の魂たち』グループ魂（プロデュース、作曲、編曲、ギター、コーラス）
  - 『Final サヨナラどパンク甲子園』HEAVY  HITTER（ギター、編曲、コーラス）
- 2005年
  - 『TMC』グループ魂（プロデュース、作曲、編曲、ギター、コーラス）
  - 『本田博太郎〜magical  mystery  UPAAAAAAAAA!!!!!~』グループ魂（プロデュース、作曲、編曲、ギター、コーラス）
  - 『君にジュースを買ってあげる』グループ魂（プロデュース、作曲、編曲、ギター、コーラス）
    - アニメ「ケロロ軍曹」主題歌
- 2006年
  - 『スーパー!サマー!アックスボンバー!ラブハンター!06』グループ魂（プロデュース、作曲、編曲、ギター、コーラス）
  - 『嫁とロック』グループ魂（プロデュース、作曲、編曲、ギター、コーラス）
- 2007年
  - 『パフィーザモンスター』 PUFFY（アルバム参加）
  - 『お・ま・えローテンションガール』グループ魂（プロデュース、作曲、編曲、ギター、コーラス）
- 2008年
  - 『ジェイミー』TOKYO MOOD PUNKS
  - 『ぱつんぱつん』グループ魂（プロデュース、作曲、編曲、ギター、コーラス）
- 2009年
  - 『1st』 Number the.（作詞、作曲、ギター、ボーカル）
- 2010年
  - 『ラブラブエッサイム'82』グループ魂（作曲、編曲、ギター、コーラス）
  - 『1！2！3！4！』グループ魂（作曲、編曲、ギター、コーラス）
- 2011年
  - 『ナイトソング』Number the.（作詞、作曲、ギター、ボーカル）※配信限定リリース
  - 『予定〜福島に帰ったら〜』※だっぺズ（箭内道彦とのユニット）とナンバーザ名義。
  - 『予定〜いわてに帰ったら〜』※あんべ光俊とナンバーザ名義
  - 『予定〜宮城に帰ったら』※宮藤官九郎と中村雅俊とナンバーザ名義
  - 『予定〜山形に帰ったら〜』※菅原卓郎（9mm Parabellum Bullet）とナンバーザ名義
- 2012年
  - 『ナイトソングス』Number the.（ギター、ボーカル、作詞、作曲）
  - 『予定〜群馬に帰ったら〜』※井森美幸とナンバーザ名義
  - 『PUFFY COVERS』（PUFFYカバー・アルバム）グループ魂で参加、「渚にまつわるエトセトラ」編曲
- 2013年
  - 『病み上がり』グループ魂（作曲、編曲、ギター、コーラス）
  - 『東北ROCK'N音頭』TOHOKU ROCK'N BAND（作曲、ギター、サウンドプロデュース）
- 2014年
  - 『グループ魂のGOLDEN BETTER〜ベスト盤じゃないです、そんないいもんじゃないです』グループ魂（作曲、編曲、ギター、コーラス）
- 2015年
  - 『20名』グループ魂（作曲、編曲、ギター、コーラス）
  - 『PLANEZ / MOOD&』COR-SEZ（作曲、編曲、ギター、コーラス）
- 2016年
  - 『MIKA NAKASHIMA TRIBUTE』グループ魂（中島美嘉 トリビュート・アルバム）『一番綺麗な私を』
  - 『いずれ』（ギター、ボーカル、作詞、作曲）※ソロ名義
  - 『予定〜熊本に帰ったら〜』※肥後もっこズと予定ほぼオールすたず feat.八代亜紀名義
- 2017年
  - 『MOON BEAM』Number the（作詞、作曲、ギター、ボーカル）配信シングル
  - 『ブラッシュ！』Number the（作詞、作曲、ギター、ボーカル）  配信シングル
  - 『そのさき』（作詞、作曲、ギター、ボーカル）配信シングル ※ソロ名義
  - 『今夜抄』（作詞、作曲、ギター、ボーカル）配信シングル ※ソロ名義
  - 『波とギター』（作詞、作曲、ギター、ボーカル）※ソロ名義1stアルバム
  - 『俺でいいのかい』港カヲル（作曲、編曲、ギター）
- 2018年
  - 『誰のために桜は咲く』（作詞、作曲、ギター、ボーカル）配信シングル ※ソロ名義、歌詞は箭内道彦との共作
  - 『CHATMONCHY Tribute ～My CHATMONCHY～』グループ魂（チャットモンチートリビュートアルバム）『恋愛スピリッツ』

その他
- 2011年
  - 映画：『シンクロニシティ』（出演）
- 2012年
  - CM：サントリー『STONES BAR』（Number the.メンバーと出演）
- 2014年
  - CM：資生堂『ザ・コラーゲン ジェルスパークリング』（出演）
- 2016年〜
  - CM：KIRIN『のどごし生』（作曲、サウンドプロデュース、ギター）

## 楽曲提供・プロデュース
提供楽曲
- 2003年
  - 『ラブラブ♡マンハッタン』TOKIO - 作曲、編曲、ギター
- 2012年
  - 『ゲートオブザタイガー』ベイビーレイズ - 作詞・作曲
    - 2014年に『ゲート・オブ・ザ・タイガー Remix 〜前略、虎ノ門より〜』 としても発表。
- 2013年
  - 大パルコ人2 バカロックオペラバカ『高校中パニック! 小激突!!』劇中歌作曲
- 2015年
  - 『ROCK十（ロック・プラス）』Char - 作曲、編曲、ギター、サウンドプロデュースで参加。

ラジオ
- がちラジ!エンタ ボーン・イン・ザ・フクシマ!
  - 毎月第一金曜日、SEA WAVE FMいわきで放送されパーソナリティとして出演。生放送を観覧できるほか、PCでの視聴、再放送が行われている。
- 富澤タクのバーカウンターの向こうから
  - ラジオ福島「踊れ!ライブマニア」内企画、日曜20：00〜

テレビ
- 2002年
  - 『木更津キャッツアイ』劇中歌「木更津キャッツアイのテーマ」（作曲、編曲、演奏指導）
- 2003年
  - 『マンハッタンラブストーリー』主題歌「ラブラブ♡マンハッタン」（作曲、編曲、ギター）
  - 『マンハッタンラブストーリー』劇中歌「少年レントゲン」（作曲、編曲、ギター、出演）
- 2005年
  - 『タイガー&ドラゴン』挿入曲「泣いて国際通り2」（プロデュース、作曲、編曲、ギター）
  - テレビアニメ『ガンソード』沖野俊太郎／挿入曲（ギター）

映画
- 2003年
  - 『木更津キャッツアイ 日本シリーズ』劇中歌「赤い橋の伝説」（作曲、編曲、ギター、演奏指導）
- 2005年
  - 『真夜中の弥次さん喜多さん』挿入歌（サウンドプロデュース、作曲、編曲、ギター）
- 2006年
  - 『NANA2』（演奏指導）

舞台
- 2006年
  - 『ウーマンリブ先生』宮藤官九郎脚本
- 2009年
  - ミュージカル『R2C2』宮藤官九郎脚本（音楽監督。劇中曲作曲＆プロデュース）

その他
- 2005年
  - ラジオ／FM東京・円都通信／岩井俊次プロデュースドラマ『Bandage』挿入曲（プロデュース、作曲、編曲、ギター、ベース、プログラム、ボーカル）
- 2011年
  - 吉田カバン（PORTER）オフィシャルホームページ（サウンドプロデュース、楽曲提供）

## 個展
- 2016年
  - 『それからの時間』-写真家、西郡友典との合同展示-（2016/7/7〜18）
- 2017年
  - 『富澤タク feat. 故富澤豊子』（2017/7/8〜8/5）
  - 『富澤タク 2011〜2017 Universe 展』（2017/9/7〜10/3）